# کوبارت پولف
کوبارت پولف (بلغاری: Кубрат Венков Пулев؛ زادهٔ ۴ مهٔ ۱۹۸۱) بوکسور اهل بلغارستان است.